# Santa Maria della Mercede a Montecalvario
A Santa Maria della Mercede a Montecalvario egy nápolyi templom. 1560-ban építették majd a 19. század során restaurálták. Belső díszítésének érdekes elemei a 18. századi stukkók, a 19. századi majolika burkolat valamint az egyik oldalkápolnában Giovanni de Mio triptichonja.